# Alomia
Alomia là một chi thực vật có hoa trong họ Cúc (Asteraceae).

## Loài
Chi Alomia gồm các loài: